# Madhur Bhandarkar
Madhur Bhandarkar né le 26 août 1968 dans une famille brahmane, est un réalisateur et scénariste indien de films de Bollywood en hindi. Il est récompensé du prestigieux National Awards. On le connaît pour mettre en évidence le côté sombre de secteurs différents à travers une histoire dans ses films. Par exemple, son film Fashion (2008) dépeint le côté sombre des top models et du business de l'industrie de la mode, et son film Page 3 (2005) révèlent le côté sombre des médias et de la classe supérieure de Mumbai.

## Filmographie
- 1999 : Trishakti
- 2001 : Chandni Bar
- 2003 : Satta
- 2004 : Aan: Men at Work
- 2005 : Page 3
- 2006 : Corporate
- 2007 : Traffic Signal
- 2008 : Fashion
- 2010 : Jail
- 2011 : Dil Toh baccha Hai Ji
- 2012 : Héroïne